# Monte Serra Comune
Serra Comune è un rilievo dei monti Ernici, tra il Lazio e l'Abruzzo,  tra la provincia di Frosinone e la provincia dell'Aquila, tra i comuni di Veroli, Sora e quello di Balsorano.